# Marsilea subangulata
Marsilea subangulata är en klöverbräkenväxtart som beskrevs av Addison Brown. Marsilea subangulata ingår i släktet Marsilea och familjen Marsileaceae. Inga underarter finns listade.